# Nyctemera paucipuncta
Nyctemera paucipuncta är en fjärilsart som beskrevs av M.Gaede 1926. Nyctemera paucipuncta ingår i släktet Nyctemera och familjen björnspinnare. Inga underarter finns listade i Catalogue of Life.